# Flughafen Ekibastus

i8
i11
i13
Der Flughafen Ekibastus (kasachisch Екібастұз әуежайы, russisch Аэропорт Экибастуз, IATA-Code: EKB, ICAO-Code: UASB) ist der Flughafen der Stadt Ekibastus in Kasachstan.

## Geschichte
Der Flughafen wurde in den 1990er Jahren errichtet.
2006 wurde ein neues Flughafengebäude in Betrieb genommen.
2008 wurde der Betrieb vorübergehend eingestellt.
2018 wurde ein neuer Investor zur Sanierung des Flughafens gefunden.